# Premio Enrique V. Iglesias
El Premio Enrique V. Iglesias al desarrollo del Espacio Empresarial Iberoamericano es un reconocimiento a la figura del destacado economista y político uruguayo Enrique V. Iglesias, y busca destacar el trabajo de quienes han contribuido de forma extraordinaria a la evolución y desarrollo de los países iberoamericanos.
Creado en 2014 a instancias del Consejo Empresarial Alianza por Iberoamérica, Ceapi, se trata de un galardón de carácter honorífico que se entrega todos los años, en el marco de la Cumbre Iberoamericana que organiza la Secretaría General Iberoamericana, Segib.
El premio en sí consiste en “una escultura que simboliza la fortaleza, la cohesión y la posibilidad de construir grandes proyectos con el soporte de liderazgos y esfuerzos personales”.

### Lista de ganadores
| Año  | Ganador               | Cargo                                              | País          |
| ---- | --------------------- | -------------------------------------------------- | ------------- |
| 2014 | Valentín Diez Morodo  | Presidente del Consejo Consultivo del Grupo Modelo | México        |
| 2015 | Luis Carlos Sarmiento | Presidente del Grupo Aval                          | Colombia      |
| 2017 | Plácido Arango        | Fundador del Grupo Vips                            | México-España |
| 2018 | Alejandro Bulgheroni  | Presidente de Pan-American Energy Group            | Argentina     |
| 2018 | Enrique García        | Expresidente de CAF                                | Bolivia       |
| 2019 | Stanley Motta         | Presidente de Copa Holdings                        | Panamá        |
| 2021 | Ana Botín             | Presidenta ejecutiva del Grupo Santander           | España        |
| 2022 | Jaime Gilinski        | Presidente del Grupo Gilinski                      | Colombia      |
| 2023 | Carlos Slim           | Presidente del Grupo Carso                         | México        |
| 2024 | Familia Luksic        |                                                    | Chile         |
| 2025 | Dionisio Gutiérrez    | Presidente de la Fundación Libertad y Desarrollo   | Guatemala     |